# 内田吐夢
内田 吐夢（うちだ とむ、本名：内田 常次郎、1898年4月26日 - 1970年8月7日）は、日本の映画監督。

## 経歴
- 1898年（明治31年）
  - 4月26日 - 岡山市に和菓子製造業｢一二三（ひふみ）堂｣の三男として生まれた。父は徳太郎（世襲名を源蔵という）、母はこう。
  - 尋常高等小学校中退[注釈 1]
- 1912年（明治45年/大正元年）
  - 横浜のピアノ製作所に奉公に出る。横浜の不良少年だった頃のあだ名がトムであり、後に芸名とする。
- 1920年（大正9年）
  - 横浜に創立されたばかりの大正活映に入社し、トーマス・栗原監督の助手を務める。その後、俳優も兼ねるようになり、『喜劇・元旦の撮影』に主演したのをはじめ、何本かの映画に出演する。同期に岡田時彦がいる。なお映画に係わると同時に、岡山の兄から勘当を言い渡されていた。
- 1922年（大正11年）
  - 牧野教育映画に移り、『噫小西巡査』を衣笠貞之助と共同監督し監督デビューする。しかし、その後、旅役者の一座に混じって放浪生活に入り、旅役者や肉体労働者として浅草などで生活する。この体験は彼の作風に大きな影響を与えた。
- 1926年（大正15年）
  - 日活京都大将軍撮影所に入社。
- 1927年（昭和2年）
  - 監督に昇進し、喜劇を中心に撮る。
- 1928年（昭和3年）
  - 入江たか子をスカウトし、『けちんぼ長者』を撮る。
- 1929年（昭和4年）
  - 小杉勇を主役に『生ける人形』を撮る。これ以来、小杉の強烈なキャラクターを効果的に使い、当時流行していた、左翼思想を盛り込んだ「傾向映画」の傑作を次々と生み出していく。
- 1932年（昭和7年）
  - 村田実、伊藤大輔、田坂具隆らが、日活から独立し、新映画社を設立したときに行動を共にするが、程なく解散する。
- 1933年（昭和8年）
  - 新興キネマに移る。
- 1936年（昭和11年）
  - 日活多摩川撮影所に移る。日活復帰第一作は『人生劇場』。内田にとってトーキー第一作となる[3]。その後、『限りなき前進』、『土』などの作品を生み出す。同年日本映画監督協会の創設メンバーとなる。
- 1941年（昭和16年）
  - 会社の方針と合わず日活を去り、新会社設立の失敗の後、満洲に渡り、満洲映画協会に在籍する[注釈 2]。
- 1945年（昭和20年）
  - 甘粕正彦の自決現場に立ち会う。甘粕に青酸カリを吐かせるため、塩を飲ませて逆さにしたが、死んでしまった。自伝によれば、「人間が自分の股ぐらの中で死んでいくものは決していい気持ちのものではなかった」という。
  - 日本敗戦後、ソ連が長春に侵攻して満映の施設を接収。ソ連映画の日本語版や中国語版を作ったりしていた。
- 1946年（昭和21年）
  - 4月にソ連が長春から撤収し、その後人民解放軍が長春を解放。国共内戦が激化するなか、5月には長春にも国民党軍が迫り、八路軍とともに機材を担いで長春から鶴崗近郊の興山に避難。この時に半数の日本人が帰国を選択するが、内田は中国に残留することを選択し、同じく中国残留を選択した持永只仁、木村荘十二、岸富美子らとともに満映の設備を継承した東北電影の立ち上げに参加。
  - 興山で「精簡」（リストラ）され、木村荘十二とともに炭坑労働に従事した。
- 1949年（昭和24年）
  - 人民解放軍が長春を奪還し、長春のスタジオに戻る。10月に中華人民共和国が成立し、新生中国における映画制作を担う後進の指導に当たる。

- 1953年（昭和28年）
  - 10月、日本に帰国。
- 1954年（昭和29年）
  - 復員し東映に入社。
- 1955年（昭和30年）
  - 『血槍富士』を撮り、監督業に復帰。

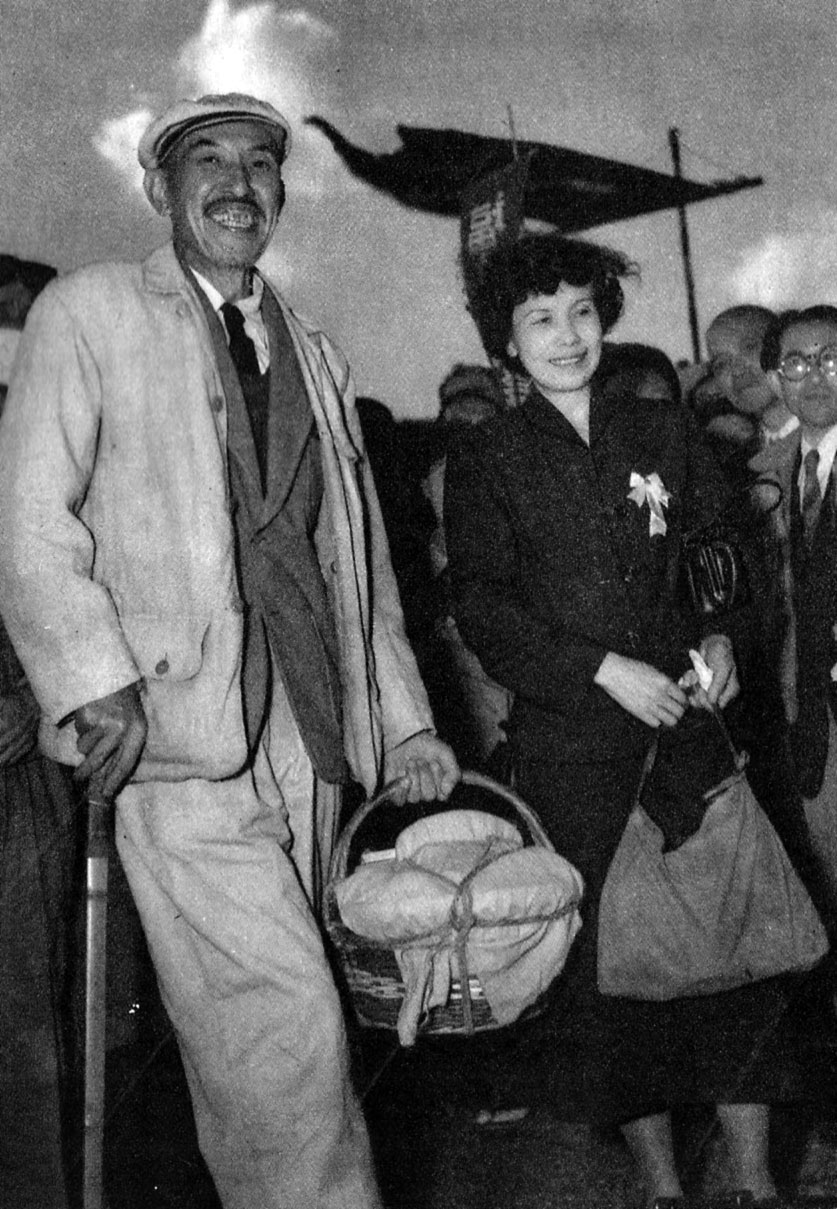
1953年10月14日、第七次中共引揚船「高砂丸」で帰国し、8年ぶりに妻と再会。舞鶴引揚援護局平桟橋にて撮影。

- 以降、『大菩薩峠』、『宮本武蔵』シリーズのような時代劇大作を発表する一方、アイヌの問題を扱った『森と湖のまつり』や、部落問題を底流に描いた水上勉原作のサスペンス『飢餓海峡』など、現代社会の弱者を鋭く照射した作品も発表し続けた。

- 1964年（昭和39年）
  - 紫綬褒章受章[4]。
- 1965年（昭和40年）

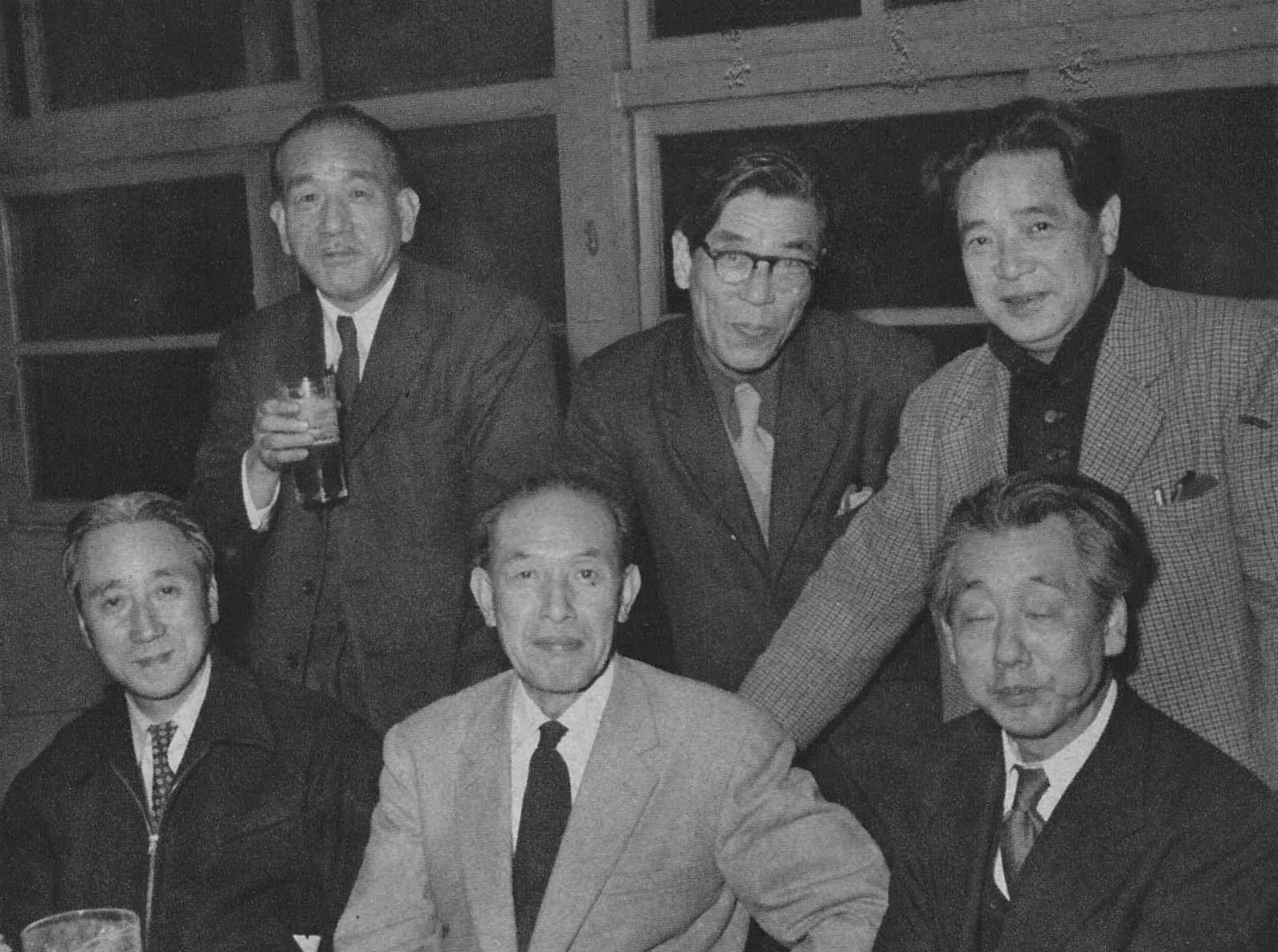
前列左から五所平之助、内田吐夢、成瀬巳喜男。2列目左から小津安二郎、牛原虚彦、小杉勇。（1955年）

『キネマ旬報』1960年1月臨時増刊号より

  - 興行上の理由から東映が『飢餓海峡』の本編を無断でカット（大部分の上映館では、この短縮版で公開）したことに抗議し、クレジットから名前を外すよう要求。この騒動がもとで、後に東映を退社した[注釈 3]。
- 『宮本武蔵』の番外編で伊藤大輔の脚本を得た『真剣勝負』のロケ中に倒れ入院。いったんは再起し撮影を続行。
- 1968年（昭和43年）
  - 勲四等旭日小綬章受章[4]。
- 1970年（昭和45年）
  - 8月7日 - 死去。満72歳。墓所は東京都杉並区永福の築地本願寺和田堀廟所。

## 評価
内田作品は近年では海外でも2005年のロッテルダム映画祭で特集上映されるなど、再評価が始まっている。
- 鈴木敏夫は宮崎駿に影響を与えた、日本映画の大きな流れとして、「黒澤明の強さ、木下恵介の弱さ」と、そして「内田作品の祝福されてこずに生まれた者の業」を指摘し、黒澤や木下と共に、内田作品の宮崎への影響を指摘し、鈴木自身も少年期からの内田作品のファンであり、鈴木は片岡千恵蔵のファンであることから特に内田＆片岡時代劇が印象的だと、著書「映画道楽」（ ぴあ (2005/4/1)。ISBN 4835615409）に書き記した[6]。
- 時代劇での「“罪”を背負いながら自分と同じ者たちを倒していく」という作風やテーマが石ノ森章太郎原作の仮面ライダー、特に石ノ森の原作漫画や旧一号編などの「ダークヒーロー」路線の仮面ライダーに影響を与え、息子の内田一作は監督として、内田有作は東映生田スタジオの所長とライダーのメインスタッフとして受け継がれている[7]。
- 映画秘宝の特集ムック本「洋泉社ＭＯＯＫ　鮮烈！アナーキー日本映画史 1959-1979」で飢餓海峡が紹介されたが、同評で「本作を見れば分かるはずだ黒澤明を上回る巨匠が日本にいたことを」「そして内田作品の全てに「差別」というテーマがあることにも気づくはずだ」と評し[8]、その黒澤は晩年に文藝春秋に発表した自身の「映画ベスト１００」に内田の土を選んでいる[9]。また内田の宮本武蔵シリーズは黒澤の用心棒や椿三十郎を強く意識した作品であるとの評もある[10]。
- 深作欣二監督笠原和夫 脚本菅原文太主演の仁義なき戦いシリーズのカメラは内田作品の常連カメラマン吉田貞次が担当したが、吉田が担当した内田作品「血槍富士」が特に同シリーズに影響を与えたといわれており、吉田の証言と共にNHKの特集番組でも触れられ[11]のちに書籍でも出版された[12]。

## 代表作

### 戦前

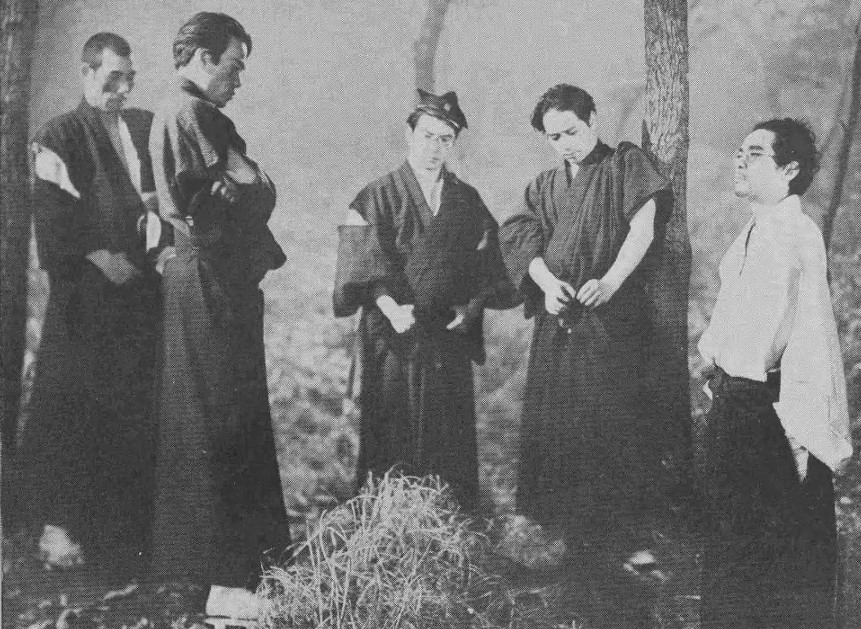
『人生劇場』（1936年）

- 噫小西巡査（1922年）[注釈 4]
- 競走三日間（1927年）
- なまけ者（1927年）
- のみすけ禁酒騒動（1928年）
- 娑婆の風（1929年）
- 生ける人形（1929年）
- -喜劇- 汗（1929年）
- 仇討選手（1931年）
- 警察官（フランス語版）（1933年）
- 白銀の王座（1935年）
- 人生劇場（1936年）
- 裸の町（1937年）
- 限りなき前進（1937年）
- 土（1939年）
- 歴史 第一部 動乱戊辰（1940年）
- 歴史 第二部 焦土建設、第三部 黎明日本（1940年）
- 鳥居強右衛門（1942年）

### 戦後

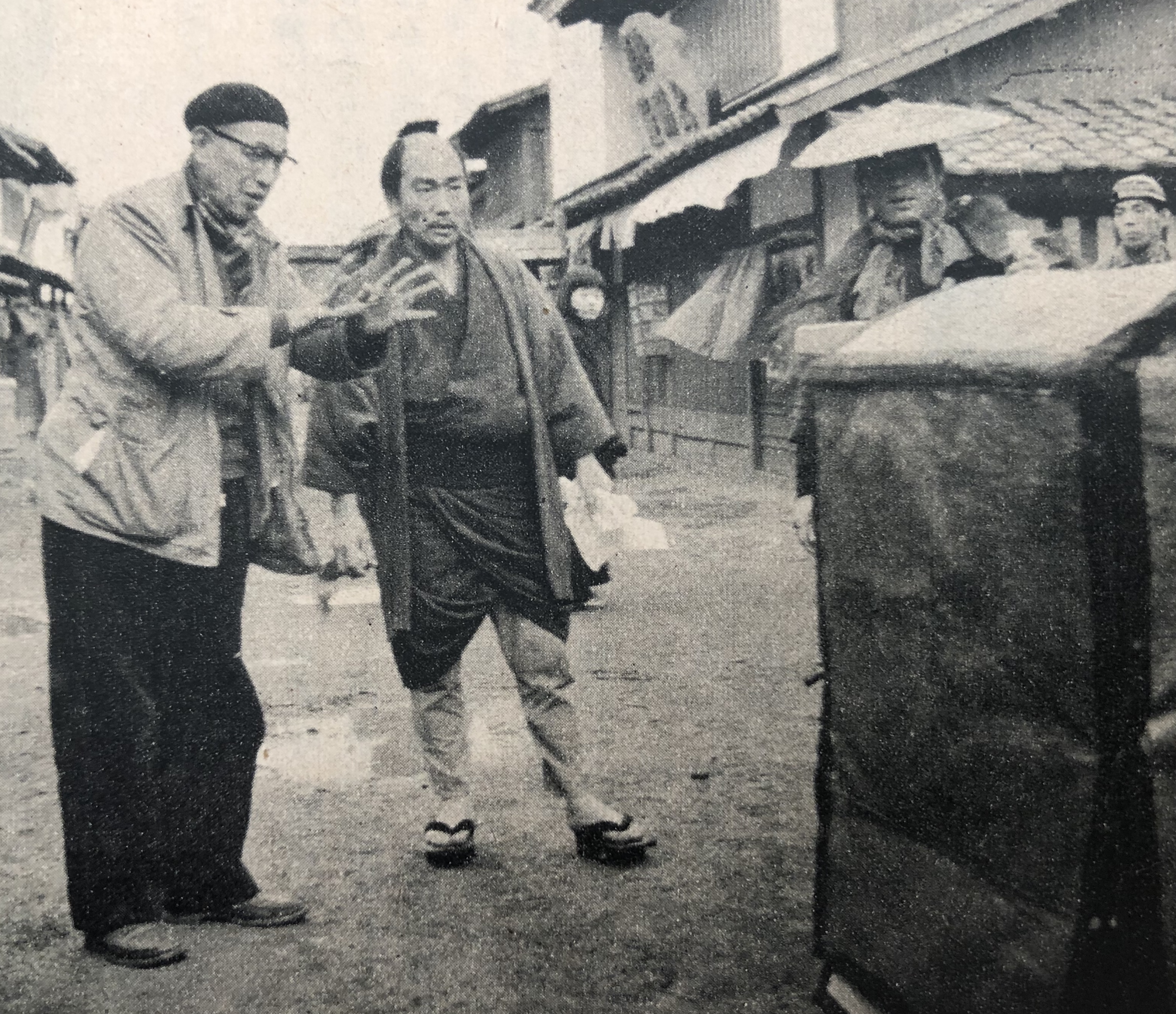
『血槍富士』（1955年）を演出中の内田吐夢

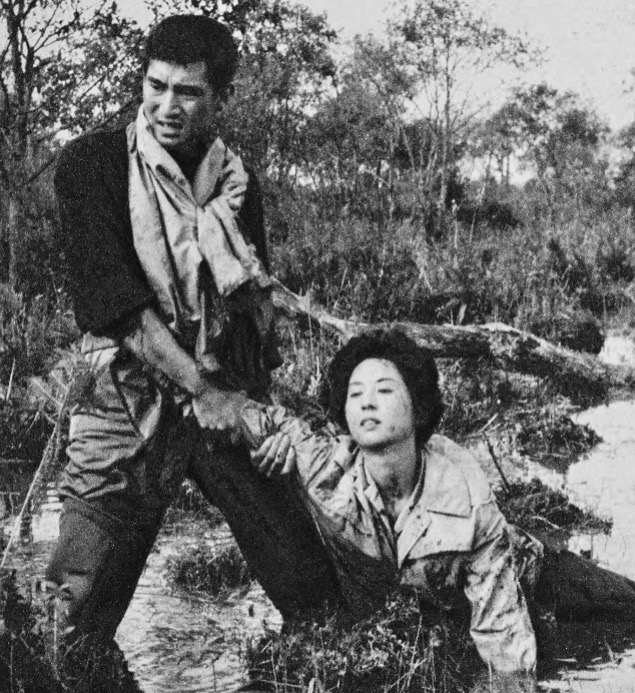
『森と湖のまつり』（1958年）

『飢餓海峡』（1965年）

- 血槍富士（1955年）※復帰第1作
- たそがれ酒場（1955年）
- 自分の穴の中で（英語版）（1955年）
- 黒田騒動（1956年）
- 逆襲獄門砦（1956年）
- 暴れん坊街道（1957年）
- 大菩薩峠（1957年）
- どたんば（1957年）
- 千両獅子（1958年）
- 大菩薩峠 第二部（1958年）
- 森と湖のまつり（1958年）
- 大菩薩峠 完結篇（1959年）
- 浪花の恋の物語（1959年）
- 酒と女と槍（1960年）
- 妖刀物語花の吉原百人斬り（英語版）（1960年）
- 『宮本武蔵』シリーズ
  - 宮本武蔵（1961年）
  - 宮本武蔵 般若坂の決斗（1962年）
  - 宮本武蔵 二刀流開眼（1963年）
  - 宮本武蔵 一乗寺の決斗（1964年）
  - 宮本武蔵 巌流島の決斗（1965年）
- 恋や恋なすな恋（1962年）
- 飢餓海峡（1965年）
- 人生劇場 飛車角と吉良常（1968年）
- 真剣勝負（1971年）※遺作

## 著書
- 『映画監督五十年』（三一書房　(さんいちぶっくす) 1968年）
- 『映画監督五十年―伝記・内田吐夢』（大空社、伝記叢書(298)、1998年6月）
- 『映画監督五十年 人間の記録105』（日本図書センター、1999年12月）

## 家族・親族
妻芳子は新聞記者碧川企救男の三女、映画カメラマン碧川道夫の妹。映画監督の内田一作は長男、元東映生田スタジオ所長の内田有作は次男。浮世絵研究家の内田千鶴子は次男有作の妻である。翻訳家の松田銑は甥。

### 系譜
内田家
```
　　

内田徳太郎　　┏内田徳次郎
　　┃　　　　┃
　　┣━━━━╋内田弥三郎
　　┃　　　　┃
　こう　　　　┣ゆき
　　　　　　　┃　┣━━━━━━━松田銑
　　　　　　　┃松田利七
　　　　　　　┃
　　　　　　　┗内田吐夢（常次郎）
　　　　　　　　　　┃　　　　　┏内田一作
　　　　　　　　　　┣━━━━━┫
　碧川企救男　　　　┃　　　　　┗内田有作
　　　┃　　　　┏芳子
　　　┣━━━━┫
　　　┃　　　　┗碧川道夫
　　　かた　　
　　　┃　　　　┏[[三木露風]]　　　
　　　┣━━━━┫　　　　　　　　　　　　
　　　┃　　　　┗三木勉　　　　　　　
　三木節次郎　　　　　　　　　　　　　　　　　　　　　　　　　

```